# Ruggero Maineri
Ruggero Giovanni Maineri (Genova, 24 febbraio 1892 – Levanto, 18 agosto 1958) è stato un calciatore e allenatore di calcio italiano, di ruolo difensore.

## Carriera
Cresciuto nel Genoa, divenendone anche capitano della 3ª squadra il 7 dicembre 1909.
Esordì in prima squadra nella Prima Categoria 1911-1912, piazzandosi al terzo posto.
Con la prima squadra vinse il suo unico scudetto nel 1915, grazie ad un'unica presenza nel derby casalingo del 18 ottobre 1914 contro l'Andrea Doria, benché gli venisse assegnato solo al termine del primo conflitto mondiale che aveva causato l'interruzione del campionato.
Al termine del conflitto arriva alla neonata Sestrese viene ingaggiato come allenatore, diventando il primo trainer della società, con cui ottiene una promozione in prima categoria. Si piazza al settimo e penultimo posto della Prima Categoria Ligure 1920-21.
Torna al Grifone la stagione seguente che sarà l'ultima in rossoblu, con cui raggiunse le finali della Lega Nord perse contro la Pro Vercelli.
Nel 1922 passa all'Andrea Doria, club nel quale chiuderà la carriera non scendendo però mai in campo.

## Palmarès

### Club

#### Competizioni nazionali
- Campionato italiano: 1

Genoa: 1914-1915